# 柔毛筇竹
柔毛筇竹（学名：Qiongzhuea puberulla）是禾本科筇竹属的植物，为中国的特有植物。分布在中国大陆的贵州：六枝等地，目前尚未由人工引种栽培。